# Chicago Bulls 2006-2007
La stagione 2006-07 dei Chicago Bulls fu la 41ª nella NBA per la franchigia.
I Chicago Bulls arrivarono terzi nella Central Division della Eastern Conference con un record di 49-33. Nei play-off vinsero il primo turno con i Miami Heat (4-0), perdendo poi la semifinale di conference con i Detroit Pistons (4-2).

## Roster
| N° | Naz.                   | Ruolo | Sportivo        | Anno | Alt. | Peso |
| -- | ---------------------- | ----- | --------------- | ---- | ---- | ---- |
| 2  | Svizzera (bandiera)    | G     | Thabo Sefolosha | 1984 | 196  | 98   |
| 3  | Stati Uniti (bandiera) | AC    | Ben Wallace     | 1974 | 206  | 109  |
| 5  | Argentina (bandiera)   | A     | Andrés Nocioni  | 1979 | 201  | 102  |
| 7  | Regno Unito (bandiera) | G     | Ben Gordon      | 1983 | 191  | 91   |
| 9  | Regno Unito (bandiera) | A     | Luol Deng       | 1985 | 203  | 100  |
| 11 | Stati Uniti (bandiera) | G     | Andre Barrett   | 1982 | 178  | 78   |
| 12 | Stati Uniti (bandiera) | G     | Kirk Hinrich    | 1981 | 191  | 86   |
| 21 | Stati Uniti (bandiera) | G     | Chris Duhon     | 1982 | 185  | 84   |
| 24 | Stati Uniti (bandiera) | A     | Tyrus Thomas    | 1986 | 206  | 98   |
| 35 | Stati Uniti (bandiera) | A     | Malik Allen     | 1978 | 208  | 116  |
| 38 | Russia (bandiera)      | A     | Viktor Chrjapa  | 1982 | 206  | 95   |
| 42 | Stati Uniti (bandiera) | AC    | P.J. Brown      | 1969 | 211  | 102  |
| 44 | Stati Uniti (bandiera) | GA    | Adrian Griffin  | 1974 | 196  | 98   |
| 50 | Stati Uniti (bandiera) | A     | Mike Sweetney   | 1982 | 203  | 125  |

## Staff tecnico
- Allenatore: Scott Skiles
- Vice-allenatori: Ron Adams, Jim Boylan, Pete Myers
- Vice-allenatore/scout: Mike Wilhelm
- Preparatore atletico: Fred Tedeschi
- Assistente preparatore atletico: Marc Boff
- Preparatore fisico: Erik Helland
- Assistente preparatore fisico: Michael Irr